# Ernst Moritz Arndt (Schiff, 1943)
Das Dampfschiff Ernst Moritz Arndt war in der Zeit von 1958 bis 1968 ein Handelsschiff der DDR-Staatsreederei VEB Deutsche Seereederei Rostock (DSR). Auf der Reise von Rio de Janeiro nach Stettin lief es am 8. Januar 1958 in der Ostsee vor der Greifswalder Oie auf Grund. Es wurde nach erfolgter Bergung für eine Abstandssumme von 10.000 US-Dollar von der DDR übernommen. Diese konvertierbaren Devisen stammten aus der durch das Radebeuler Unternehmen VEB Steckenpferd initiierten Steckenpferd-Bewegung. Benannt war das Schiff nach dem deutschen Schriftsteller und Abgeordneten der Frankfurter Nationalversammlung Ernst Moritz Arndt.

## Schiff
Bei diesem Schiff handelt es sich um einen sogenannten Liberty-Frachter vom Typ EC2-S-C1. Liberty-Schiffe wurden gebaut, um die Verluste der Alliierten im Zweiten Weltkrieg, die der U-Boot-Krieg verursachte, auszugleichen. Sie waren einfach konstruiert und konnten mit der Zeit zunehmend schneller und zahlreicher produziert werden. Bis 1944 wurden insgesamt 2.751 dieser Schiffe mit nahezu identischen Abmessungen und technischen Daten in den USA und Kanada gebaut.

### Geschichte
Die Kiellegung des Schiffes war am 20. Juni 1943. Nur 25 Tage später erfolgte in der Werft California Shipbuilding Corp. in Los Angeles der Stapellauf unter dem Namen Vernon L. Kellogg mit der Baunummer 224. Nur 13 Tage später, am 28. Juli 1943 war das Fahrzeug einsatzfähig und wurde von der War Shipping Administration, Los Angeles, übernommen und von der Grace Line Inc. in Fahrt gebracht. Den Zweiten Weltkrieg überstand das Schiff unbeschadet.
Ab dem 12. Februar 1947 erschien es im Register als Wilfred unter norwegischer Flagge für AS Awilco, Oslo Mgrs. Anders Wilhelmsen & Co. 1949 wurde das Schiff umbenannt in Folke Bernadotte für einen weiteren norwegischen Eigner. Während einer Liegezeit im September 1949 erhielt es den Namen Archon Gabriel und den neuen Heimathafen Puerto Limón in Costa Rica. Der Eigentümer war ab diesem Zeitpunkt Faros Shipping Ltd. mit Hauptsitz in London. Anfang Januar 1958 lief die Archon Gabriel aus Brasilien kommend in die Ostsee ein. An Bord befand sich eine Komplettladung Eisenerz mit Bestimmungshafen Stettin. Am 8. Januar lief das Schiff aus bis heute nicht geklärter Ursache vor der Greifswalder Oie (54° 15′ 18″ N, 13° 56′ 25″ O) auf Grund. Es gelang der Besatzung nicht, das Schiff mit eigener Kraft wieder flott zu machen.

### Bergung
Als erste Bergungsmaßnahme wurde eine Leichterung des Schiffes eingeleitet. Etwa 1.000 Tonnen Erz wurden von Baggerschuten und dem Küstenmotorschiff Timmendorf übernommen. Mit Hilfe von drei Schleppern wurde versucht, die geleichterte Archon Gabriel frei zu bekommen. Dieser erste Versuch mit den Schleppern Warnow (500 PS), Uecker (500 PS) des VEB Schiffsbergung und Taucherei, und dem Bergungsschlepper Wismar (1.440 PS) der damaligen Seestreitkräfte der DDR blieb erfolglos. Erst unter Zuhilfenahme weiterer Schlepper wie Eisvogel (1.100 PS) und Recknitz (500 PS) konnte das Schiff am 17. Januar 1958 kurzzeitig freigeschleppt werden. Aufgrund der geringen Wassertiefe lief es jedoch wieder fest. Fünf Tage später gelang es, das Schiff erneut frei zu bekommen. Mit langsamer Fahrt wurde es in Richtung Stettin geschleppt. Auf ungeklärte Weise lief es in der Einfahrt nach Swinemünde erneut auf eine Sandbank. Sechs weitere Tage dauerte die Bergung dort. Am 6. Februar 1958 legte das Schiff in Stettin an, und die restliche Ladung konnte gelöscht werden. Inzwischen waren erhebliche Bergungskosten aufgelaufen, welche der Eigentümer des Schiffes nicht begleichen konnte oder wollte.
Das Bergungsunternehmen VEB Schiffsbergung und Taucherei Stralsund ließ das Fahrzeug daraufhin beschlagnahmen und übergab es am 30. Juni 1958 an die Deutsche Seereederei Rostock. Inzwischen hatte das Schiff den Namen des deutschen Erziehers und Philosophen Johann Gottlieb Fichte erhalten.

### Namensgebung
Unerwartet, noch während der Reparaturarbeiten, erhielt die DSR Mitte Juli ein Schreiben des Hauptabteilungsleiters in der Hauptverwaltung Schifffahrt des Ministeriums für Verkehrswesen der DDR mit dem Inhalt, dass der Name Johann Gottlieb Fichte für das ehemalige Schiff Archon Gabriel auf gar keinen Fall zu verwenden sei. Das Schiff solle Ernst Moritz Arndt genannt werden. Der Dampfer wurde zum sechsten Mal, trotz zusätzlicher Kosten und Bürokratie, mit einem neuen Namen versehen. Proteste der Reederei wurden abgewiesen. Der damalige Hauptabteilungsleiter Müller sagte bei einer telefonischen Nachfrage, „ein Schiff mit dem Namen Johann Gottlieb Fichte wird es in der DDR-Handelsflotte nie geben“. Er irrte: Zwei Jahre später wurde ein Lehr- und Frachtschiff auf diesen Namen getauft. Viele Jahre später wurde dieses Schiff in der DDR bekannt durch die Fernsehserie des DDR-Fernsehens „Zur See“.

### Weitere Geschichte
Die Generalreparatur und die Probefahrten des Frachtschiffes zogen sich in der Danziger Werft Stocznia Remontowa Nauta bis in den Januar 1960 hin. Am 31. Januar 1960 erfolgte noch einmal eine offizielle Übergabe an die DSR. Mit der Ankunft im Rostocker Stadthafen Anfang Februar war die Ernst Moritz Arndt das vierte Dampfschiff der Reederei. Es wurde auch zur Ausbildung von Maschinisten für die wachsende Flotte benötigt. Eingesetzt wurde es in der Apatitfahrt vom sowjetischen Murmansk und für den Stückguttransport ins sozialistische Kuba. 1962 wurden noch einmal umfangreiche Umbauarbeiten am Schiff durchgeführt. Dazu gehörten der Umbau der Sicherheits- und Rettungseinrichtungen wie eine Modernisierung der Bootsdavits und der Umbau des Schornsteins. Er erhielt wieder die ursprüngliche Admiralty top-Form der frühen Liberty-Schiffe. Im Sommer 1968 wurde der Dampfer verkauft an Spiritath Cia. Navigation S.A. Famagusta in Zypern. Unter dem Namen Kypros verließ das Schiff Rostock am 18. Juni 1968. Nach weiteren drei Einsatzjahren erreichte es im August 1971 Taiwan zum Abwracken.

## Trivia
Die Jahre des Einsatzes unter der Regie der Deutschen Seereederei Rostock blieben ohne weitere größere Schäden am alten Schiff, welches aufgrund seiner Behäbigkeit im Seeverhalten von der Besatzung auch liebevoll E M (M) A genannt wurde. Während einer Überfahrt zum polnischen Hafen Stettin zur Aufnahme von Stückgut für das sozialistische Kuba kam es fast zu einer Katastrophe. Der Bäcker des Schiffes hatte den Auftrag bekommen, den Kombüsenherd anzuheizen und Vorbereitungen für das Frühstück zu treffen. Dieser alte Liberty-Dampfer hatte zwar eine bescheidene Stromversorgung an Bord, für die Kombüse reichte sie jedoch nicht, so dass dieser Kombüsenherd traditionell mit Öl befeuert wurde. Der beauftragte Bäcker stellte das Gebläse für die Brennerdüsen an und öffnete die Ölzufuhr. Jetzt brauchte er nur noch die Lunte anzubrennen und das Öl-Luftgemisch zu zünden. Er hatte jedoch keine Zündholzer dabei und konnte auch in der Kombüse keine finden. Er verließ daraufhin, ohne die Ölzufuhr wieder zu schließen, den Kombüsenbereich, um die Zündhölzer aus seiner Kammer zu holen. Endlich zurück, hatte sich im Ofen eine größere Menge brennbaren Gemisches angesammelt. Er zündete die Lunte und schob sie in das Brennerloch. Eine gewaltige Explosion erschütterte das Schiff. Schwarze Rauchschwaden wiesen der herbeieilenden Besatzung den Weg. Die Kombüse lag in Trümmern. Der Herd war ein Totalschaden, die Oberlichter waren zerstört. Der Bäcker blieb wie durch ein Wunder, bis auf versengte Haare, unverletzt.
Derartige Öfen wurden auf Schiffen nicht mehr verwendet und nicht mehr hergestellt.  Ein Elektroherd konnte wegen der geringen Stromversorgung nicht installiert werden. Eine Werkstatt in den Niederlanden übernahm den Auftrag, einen Herd nach altem Vorbild zu bauen. In einer Danziger Werft liegend wurde auf den Ersatz gewartet. Das dauerte fast vier Wochen. Die Versorgung der Besatzung wurde teilweise mit einem improvisierten Herd, welchen der Storekeeper zur Verfügung stellte, sichergestellt. Um den neuen Herd an Bord zu bringen, mussten Teile des Schiffes, wie ein Stück Bordwand, Schotten und Handläufe demontiert werden.
Der entstandene Schaden war insgesamt recht groß, rechnet man den Transportausfall, die entgangenen Frachterlöse, Strafen wegen Vertragsuntreue, Chartern eines anderen Schiffes, Kosten für Ladungsstorno, Heuerzahlungen an die Besatzung, Werftkosten und vieles mehr dazu.

## Weitere Schiffe der „Steckenpferd-Bewegung“
- Frachtschiff Kap Arkona (Übergabedatum an die DSR: 12. November 1958)
- Frachtschiff Stubbenkammer (17. Dezember 1958)
- Frachtschiff Steckenpferd (5. Januar 1959)
- Frachtschiff Stoltera (26. Februar 1959)
- Tankschiff Rositz (28. März 1960)
- Tankschiff Schwarzheide (30. April 1960)
- Tankschiff Lützkendorf (17. Juni 1960)

## Dokumentarfilm
- 1958: Die Bergung der Archon Gabriel (DEFA-Dokumentarfilm, Regie: Alfons Machalz)[4]